# Kerstin Tillmanns
Kerstin Tillmanns (* 1968) ist eine deutsche Rechtswissenschaftlerin und Hochschullehrerin.

## Leben
Tillmanns studierte von 1987 bis 1989 Rechtswissenschaft an der Rheinischen Friedrich-Wilhelms-Universität Bonn, von 1989 bis 1990 an der Université de Genève und von 1990 bis 1993 wieder in Bonn. Nach der Ersten Juristischen Staatsprüfung 1993 arbeitete sie von 1994 bis 1995 an der Dissertation Die Adoption des eigenen Kindes – Zum Abbruch statusrechtlicher Verwandtschaftsbeziehungen bei Rainer Frank, mit der sie 1996 an der Albert-Ludwigs-Universität Freiburg promoviert wurde. Von 1995 bis 1997 absolvierte sie das Referendariat am Oberlandesgericht Koblenz.
Tillmans war von 1998 bis 2004 wissenschaftliche Assistentin am Forschungsinstitut für Sozialrecht der Universität zu Köln bei Peter Hanau und anschließend von 2004 bis 2007 am Institut für Arbeits- und Wirtschaftsrecht der Universität zu Köln bei Martin Henssler. Sie habilitierte sich 2005 in Köln mit der Arbeit Strukturfragen des Dienstvertrages – Leistungsstörungen im freien Dienstvertrag und im Arbeitsvertrag, in der sie freie Dienstverträge und Arbeitsverträge als „Verträge gesteuerter Leistungserbringung“ charakterisierte, sie von den Werkverträgen abgrenzte und aufzeigte, in welchem Maße erfolgsbezogene Vergütungsbestandteile im Dienstvertrag zulässig sind. An der Universität zu Köln erhielt sie die venia legendi für Bürgerliches Recht, Deutsches, Internationales und Europäisches Arbeits- und Sozialrecht.
Von 2005 bis 2006 vertrat sie als Privatdozentin einen Lehrstuhl für Bürgerliches Recht, Arbeits- und Sozialrecht, Handels- und Unternehmensrecht an der Universität Dresden und 2006 einen Lehrstuhl für Bürgerliches Recht mit Schwerpunkt Arbeitsrecht an der Universität Konstanz. 2007 wurde sie W3-Professorin in Konstanz.
Tillmanns folgte 2008 dem Ruf auf die W3-Professur für Bürgerliches Recht, Handels-, Arbeits- und Wirtschaftsrecht an die Universität Augsburg. Seit 2010 ist sie Inhaberin des Lehrstuhls für Bürgerliches Recht, Arbeitsrecht und Rechtsvergleichung an der FernUniversität in Hagen. 2015/2016 war sie Dekanin der Rechtswissenschaftlichen Fakultät. Seit 2016 ist sie Mitglied des Rektoratsausschusses für Forschung und Nachwuchsförderung ihrer Universität.
Zu Tillmanns Lehr- und Forschungsschwerpunkten gehören das Individualarbeitsrecht mit seinen Bezügen zum Betriebsverfassungs- und Tarifvertragsrecht sowie das Europäische Arbeitsrecht, insbesondere das Antidiskriminierungsrecht und das Diskriminierungsverbot im Arbeitsrecht.
Tillmanns ist Direktorin der Abteilung für deutsches, europäisches und internationales Arbeits- und Sozialrecht am Institut für Internationale Rechtsbeziehungen der Fernuniversität Hagen. Diese Abteilung forscht hinsichtlich der Rechtsentwicklung des Arbeits- und Sozialrechts der Europäischen Union und deren Einwirken auf die deutsche Rechtsordnung. Dabei betrachtet sie nicht nur das EU-Recht, sondern auch weitere internationalen Abkommen und Organisationen wie die Internationale Arbeitsorganisation (ILO).
Tillmanns gehört dem Vorstand der 2006 gegründeten Vereinigung der Arbeitsrechtslehrer an.
Tillmanns hat eine Tochter.

## Schriften (Auswahl)

### Monographien
- Die Adoption des eigenen Kindes. Zum Abbruch statusrechtlicher Verwandtschaftsbeziehungen. Verlag für Standesamtswesen, Frankfurt am Main 1996, ISBN 3-8019-0344-3.
- Strukturfragen des Dienstvertrages. Leistungsstörungen im freien Dienstvertrag und im Arbeitsvertrag. Mohr Siebeck, Tübingen 2007, ISBN 3-16-148739-7.
- Klausurenkurs im Arbeitsrecht I. Ein Fall- und Repetitionsbuch zum Individualarbeitsrecht mit Bezügen zum Betriebsverfassungs- und Tarifvertragsrecht. 3. Auflage, C.F. Müller, Heidelberg 2019, ISBN 3-8114-4867-6.

### Beiträge zu Kommentaren (Auswahl)
- Kapitel Direktionsrecht (§106 GewO) und Zeugnisanspruch (§109 GewO). in: Beck Online Kommentar zum Arbeitsrecht. C. H. Beck.
- Abschnitt Zeit zur Stellensuche (§ 629 BGB), in: Beck Online Großkommentar zum Zivilrecht. C. H. Beck.
- Kapitel Arbeitnehmer-Entsendegesetz, Jugendarbeitsschutzgesetz, Rom-I-Verordnung, AEUV und EUV. in: Martin Henssler, Heinz Josef Willemsen, Heinz-Jürgen Kalb: Arbeitsrecht Kommentar. 7. Aufl., 2018.
- Abschnitte Art. 144 (EGBGB) und SGB VIII – Kinder-und Jugendhilfe (Familienrecht II). in: Münchener Kommentar zum Bürgerlichen Gesetzbuch. 7. Aufl., C. H. Beck, 2017.